# Bernard Bolzano
Bernard Placidus Johann Gonzal Nepomuk Bolzano (Praga, Bohemia (actual República Checa), 5 de octubre de 1781 – ídem, 18 de diciembre de 1848), conocido como Bernard Bolzano fue un matemático, lógico, filósofo y teólogo bohemio que escribió en alemán y que realizó importantes contribuciones a las matemáticas y a la Teoría del conocimiento.
En matemáticas, se le conoce por el teorema de Bolzano, así como por el teorema de Bolzano-Weierstrass, que esbozó como lema de otro trabajo en 1817, y décadas después habría de desarrollar Karl Weierstrass
En su filosofía, Bolzano criticó el idealismo de Hegel y Kant afirmando que los números, las ideas, y las verdades existen de modo independiente a las personas que los piensen.

## Biografía
En 1796 Bolzano se inscribió en la Facultad de Filosofía de la Universidad de Praga. Durante sus estudios escribió: "Mi especial predilección por las Matemáticas se basa de modo particular en sus aspectos especulativos, en otras palabras, aprecio mucho la parte de las Matemáticas que es al mismo tiempo Filosofía." En otoño de 1800 empezó a estudiar Teología. Se dedicó a ello los siguientes tres años, durante los que también preparó su tesis doctoral en Geometría. Consiguió el doctorado en 1804, tras haber redactado una tesis en la que expresaba su opinión sobre las Matemáticas y sobre las características de una correcta demostración matemática. En el prólogo escribió: "No podría sentirme satisfecho por una demostración estrictamente rigurosa, si ésta no derivase de los conceptos contenidos en la tesis que debe demostrarse." 
Dos años después de ser nombrado doctor, Bolzano se ordenó como sacerdote católico. Sin embargo, su auténtica vocación era la docencia, y en 1804 obtuvo la cátedra de Filosofía y Religión en la Universidad de Praga. En relación con esta cátedra hay que señalar que en aquella época, por la expansión del entusiasmo suscitado por la Revolución francesa se habían desarrollado los primeros movimientos políticos que reivindicaban la libertad de pensamiento y la independencia de las comunidades nacionales. Estas reivindicaciones preocupaban mucho a los estados autoritarios, y en especial al Imperio austríaco, en cuyos límites se integraban numerosos grupos étnicos muy distintos entre los que iban naciendo movimientos nacionalistas.
Para contrarrestar estos movimientos, el Imperio austríaco, de acuerdo con la Iglesia católica, que estaba claramente alineada en posiciones conservadoras frente a las procedentes de la revolución francesa, llevaba a cabo una serie de iniciativas. Entre estas estaba la de instituir una cátedra de Filosofía de la Religión en cada Universidad, que se erigiera como baluarte contra la libertad de pensamiento y contra las posiciones nacionalistas.
Sin embargo, la designación de Bolzano para ocupar dicha cátedra en la Universidad de Praga no tuvo el éxito que las autoridades esperaban. Sus enseñanzas estaban impregnadas por fuertes ideales pacifistas y por una viva exigencia de justicia política. Además, Bolzano gozaba, debido a sus cualidades intelectuales, de un enorme prestigio entre sus colegas profesores y entre los estudiantes. Tras algunas presiones del gobierno austríaco, en 1819 Bolzano fue destituido de su cátedra. Debido a su personalidad, no aceptó este cese sin manifestar su desacuerdo, con lo que se le suspendió, bajo una acusación de herejía, puesto bajo arresto domiciliario y se le prohibió publicar. A pesar de la censura del gobierno, sus libros se publicaron fuera del Imperio austríaco y Bolzano siguió escribiendo y ocupando un importante papel dentro de la vida intelectual de su país.
Bolzano escribió en 1810 Beiträge zu einer begründeteren Darstellung der Mathematik. Erste Lieferung, la primera de una serie programada de escritos sobre fundamentos de las matemáticas. En la segunda parte encontramos Der binomische Lehrsatzl... de 1816 y Rein analytischer Beweis... (Pura demostración matemática) de 1817, que contienen un intento de impostación del cálculo infinitesimal que no recurre al concepto de infinitesimal. En el prólogo del primero de ambos declara que su trabajo es un ejemplo del nuevo modo de desarrollar el análisis. A pesar de que Bolzano consiguió demostrar exactamente todo lo que declaraba, sus teorías sólo se entendieron después de su muerte. En el trabajo de 1817 Bolzano entendía que liberaba los conceptos de límite, convergencia y derivada de nociones geométricas, sustituyéndolas por conceptos puramente aritméticos y numéricos. Bolzano era consciente de la existencia de un problema más profundo: era necesario refinar y enriquecer el propio concepto de número. En este trabajo hay que situar la demostración del teorema del valor intermedio con la nueva aproximación de Bolzano, y la que también fue llamada serie de Cauchy. Este concepto aparece en un trabajo de Cauchy, aparecido cuatro años después, aunque resulta poco probable que el matemático francés conociera los trabajos de Bolzano.
Después de 1817, Bolzano estuvo muchos años sin publicar nada relacionado con las matemáticas. Sin embargo, en 1837, publicó Wissenschaftslehre, un intento de elaborar una teoría del conocimiento y de la ciencia completa. Bolzano intentó proporcionar fundamentos lógicos a todas las ciencias, construidas partiendo de abstracciones, de objetos abstractos, de atributos, de construcciones de demostraciones, vínculos... La mayor parte de esos intentos retoman esos trabajos anteriores que afectan a la relación objetiva entre las consecuencias lógicas (las cosas tal como se producen) y nuestra percepción puramente subjetiva de dichas consecuencias (nuestro modo de abordar los hechos). Aquí se acerca a la filosofía de las matemáticas. Una de las nociones básicas en Wissenschaftslehre de Bolzano es el denominado „ Satz an sich”. Primero introduce las nociones de proposición y representación. "La hierba es verde" es una proposición (Satz): en esta conexión de palabras, se dice o se afirma algo. "Hierba", sin embargo, es sólo una representación (Vorstellung). Algo está representado por ella, si bien no afirma nada. La noción de proposición de Bolzano es bastante amplia: "Un rectángulo es redondo" es una proposición, aunque sea falsa en virtud de la auto-contradicción, porque está compuesta de manera inteligible a partir de partes inteligibles. Bolzano no presenta una definición completa de Satz an sich (es decir, de proposición en sí misma) pero nos da la información suficiente para entender lo que quiere decir con ella. Una proposición en sí misma no tiene existencia, es verdadera o falsa, independiente de que alguien sepa o piense que es verdadera o falsa, y es lo que "captan" los seres pensantes. Entonces, una oración escrita "Sócrates es sabio” capta una proposición en sí misma, a saber, el contenido “Sócrates tiene sabiduría”. La oración escrita tiene existencia ya que la está leyendo ahora mismo en este mismo momento y expresa la proposición en sí misma que está en el ámbito de sí misma. A partir de dicha distinción se genera una brecha con la filosofía kantiana en la tradición austriaca. Para Bolzano, no tenemos ninguna certeza en cuanto a las verdades, o a las supuestas como tales, de la naturaleza o de las matemáticas, y precisamente el papel de las ciencias, tanto puras como aplicadas es hallar una justificación de las verdades (o de las leyes) fundamentales, que con frecuencia contradicen nuestras intuiciones. Muchos estudiosos, entre los que se encuentra Edmund Husserl, consideran este texto la primera obra importante sobre lógica y problemas de conocimiento tras la de Leibniz.
Entre 1830 y 1840, Bolzano trabajó en una obra mayor, Grössenlehre en la que tratará de reinterpretar toda la matemática bajo bases lógicas. Sólo llegó a publicar una parte, esperando que sus alumnos prosiguieran su obra y publicaran una versión completa. Bolzano falleció en Praga el 18 de diciembre de 1848. En 1854, tres años después de su muerte, un alumno suyo publicó la obra de Bolzano Paradoxien des Unendlichen, un estudio sobre las paradojas del infinito. Aparece por primera vez el término "conjunto", en la forma alemana Menge. En este trabajo Bolzano aporta ejemplos de correspondencia biunívoca entre los elementos de un conjunto infinito y de un subconjunto propio del mismo, lo que permite caracterizar el concepto de conjunto infinito.
La mayor parte de los trabajos de Bolzano permaneció en forma de manuscrito, por lo que tuvo una circulación muy reducida y una escasa influencia en el desarrollo de la materia. Muchas de sus obras no se publicaron hasta 1862 e incluso después. Las teorías de Bolzano sobre el infinito matemático anticiparon las de Georg Cantor sobre conjuntos infinitos.